# 79-та бронетанкова дивізія (Велика Британія)
79-та бронета́нкова диві́зія а́рмії Великої Британії (англ. 79th Armoured Division (United Kingdom) — військове з'єднання зі складу бронетанкових військ Сухопутних військ Великої Британії.

## Історія
Зразки інженерної бронетехніки дивізії

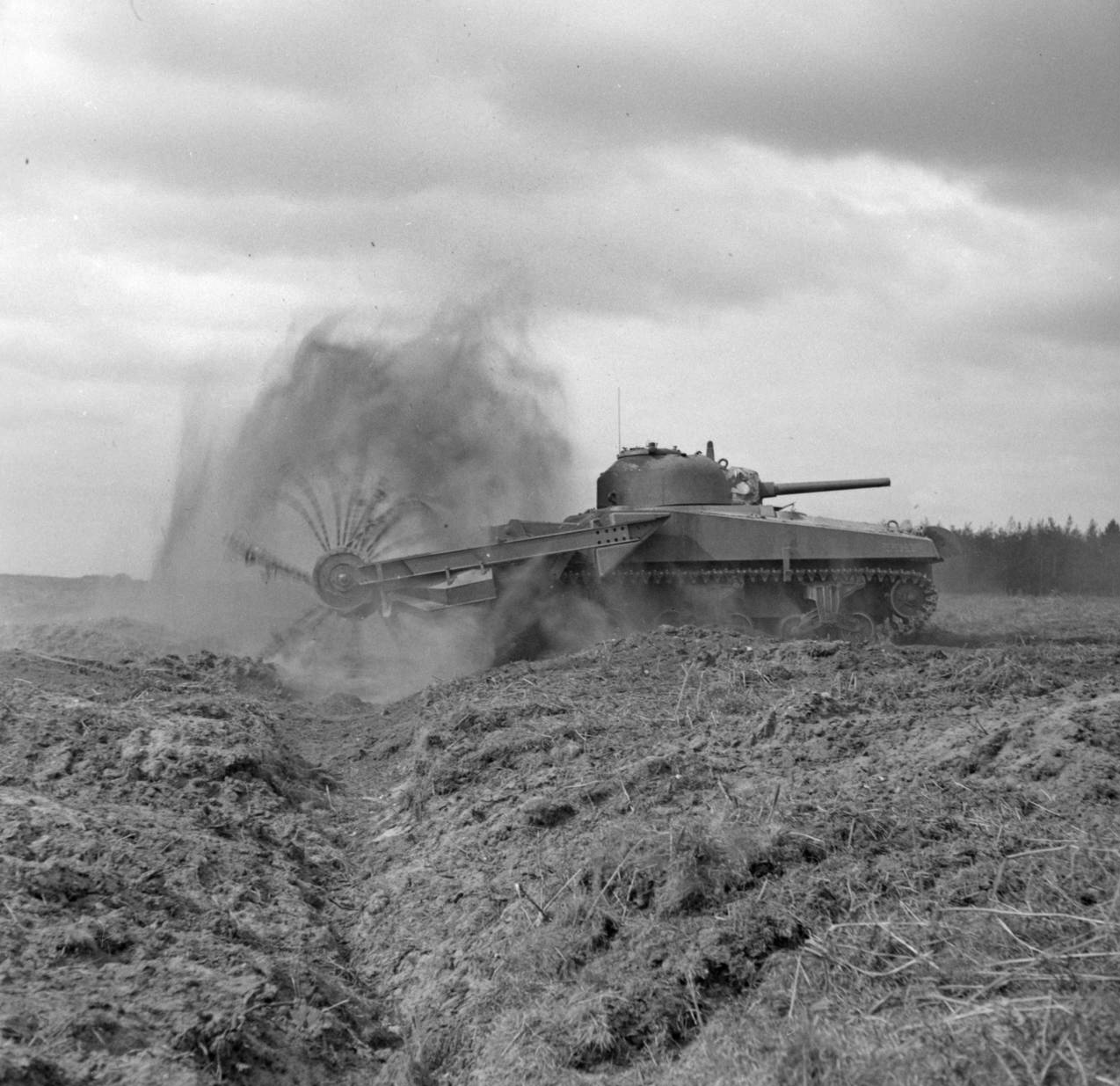
Sherman M4-A4 «Crab» — інженерний танк для пророблення переходів в мінних полях
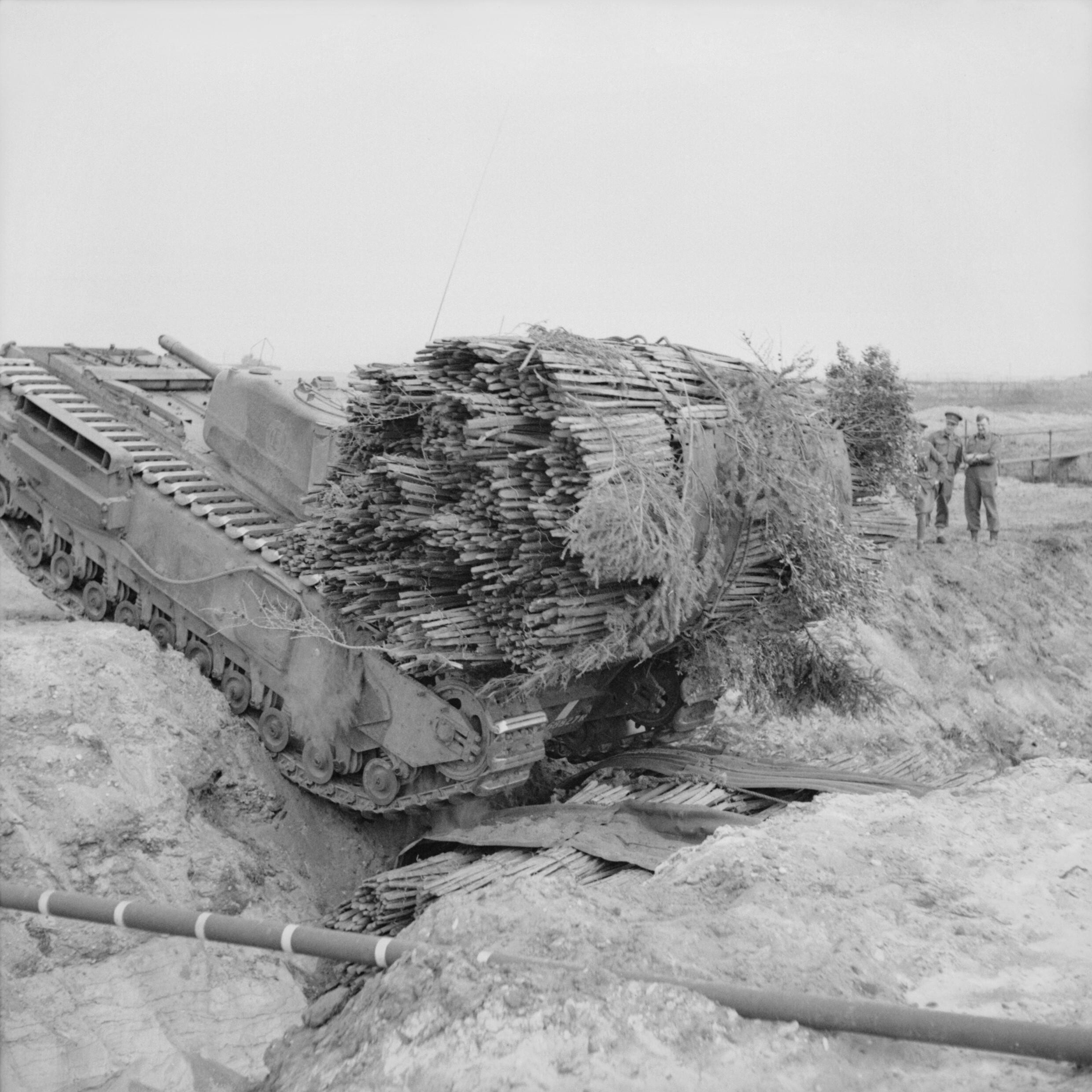
Спеціальний інженерний танк «Черчилль» з фашинами для прокладання тарасових переходів
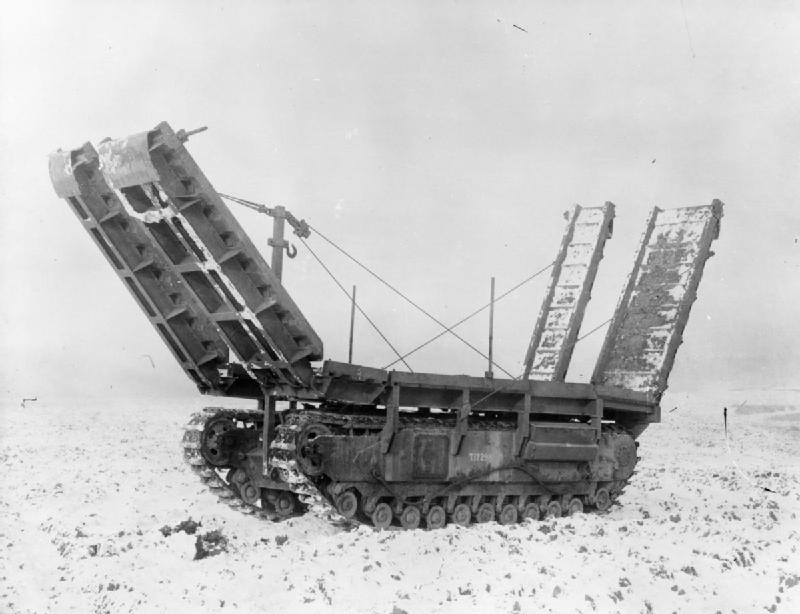
Танковий мостоукладальник
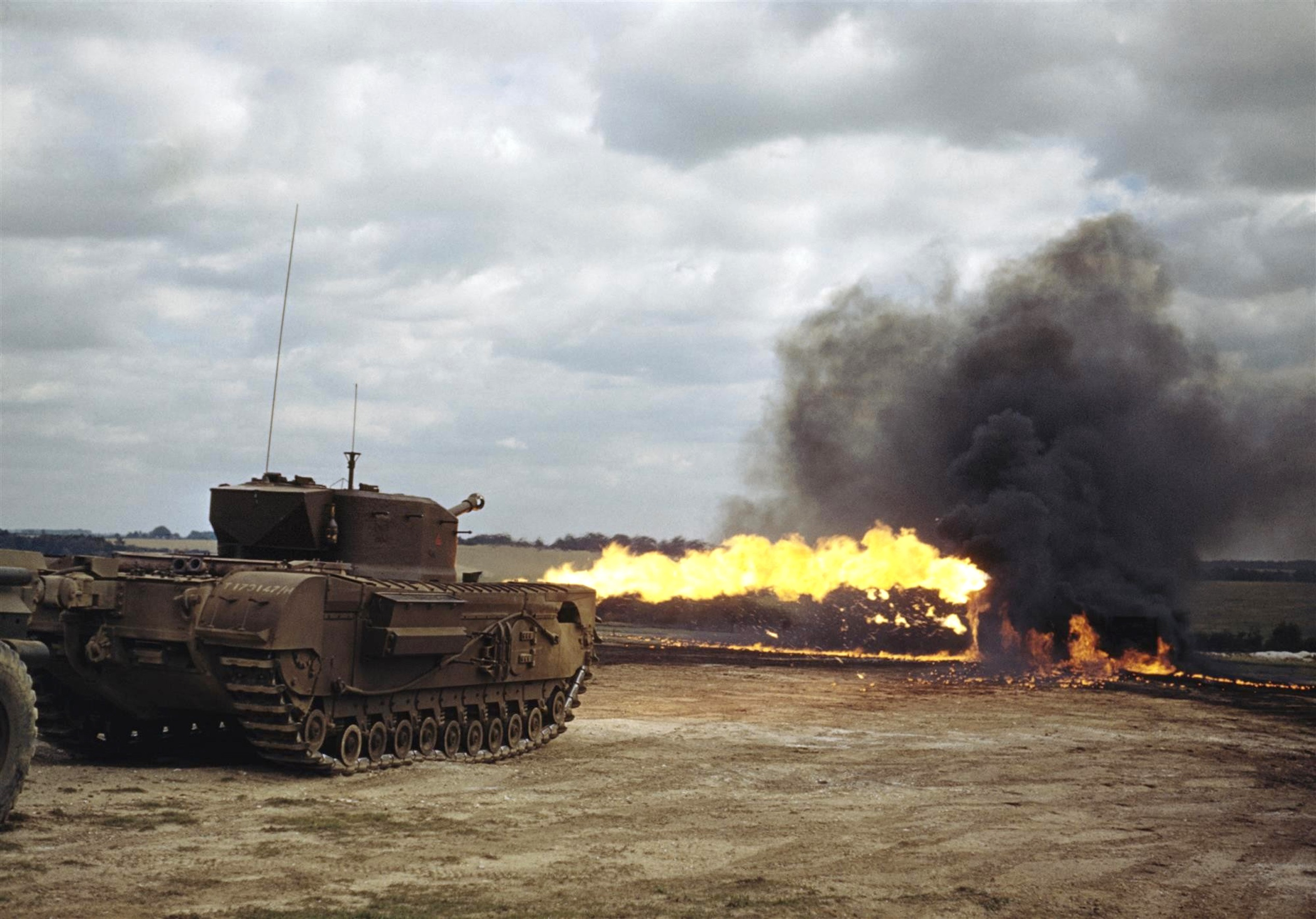
Вогнеметний танк «Черчілль-Крокоділ»
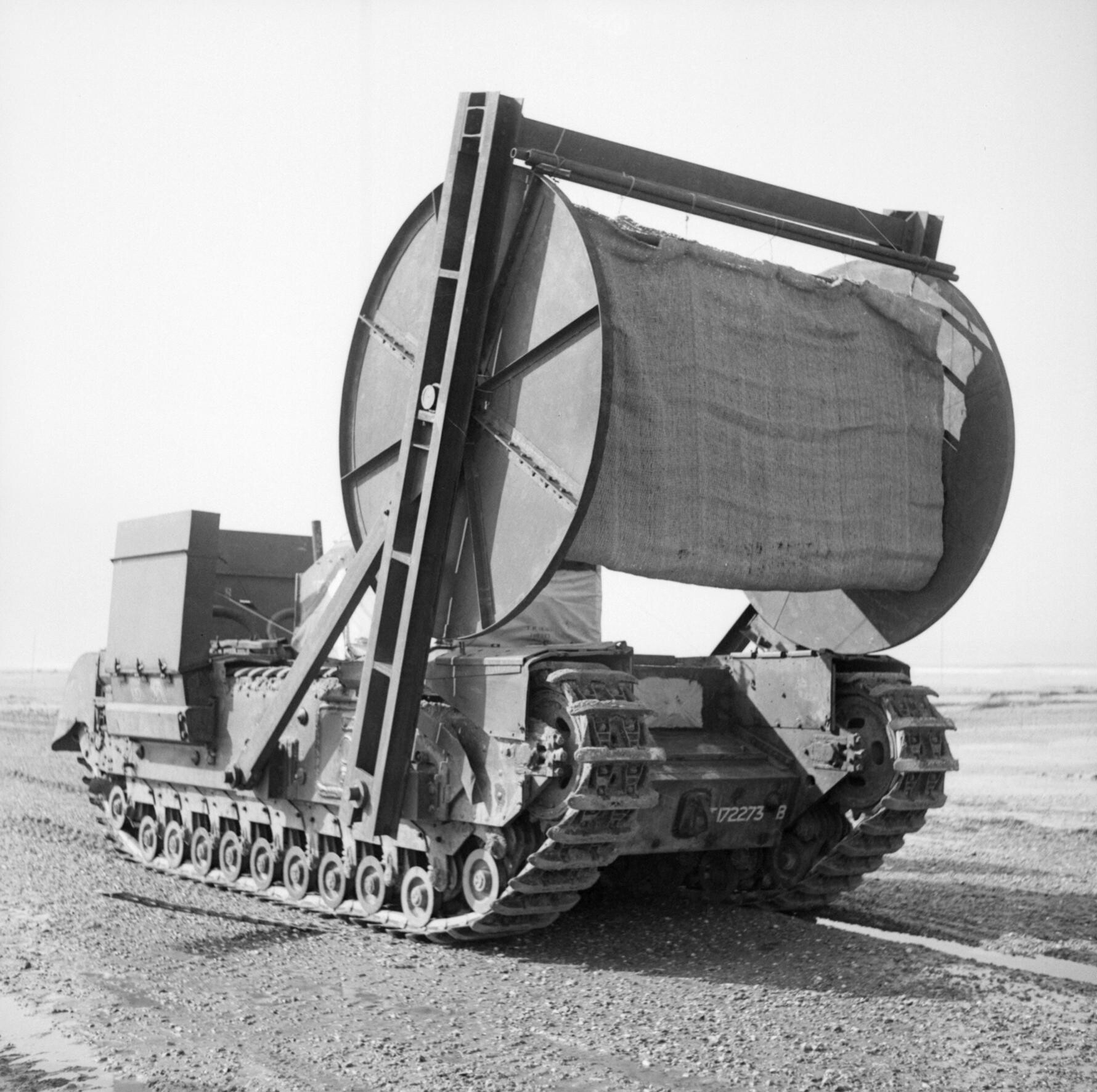
Прокладальник переходів
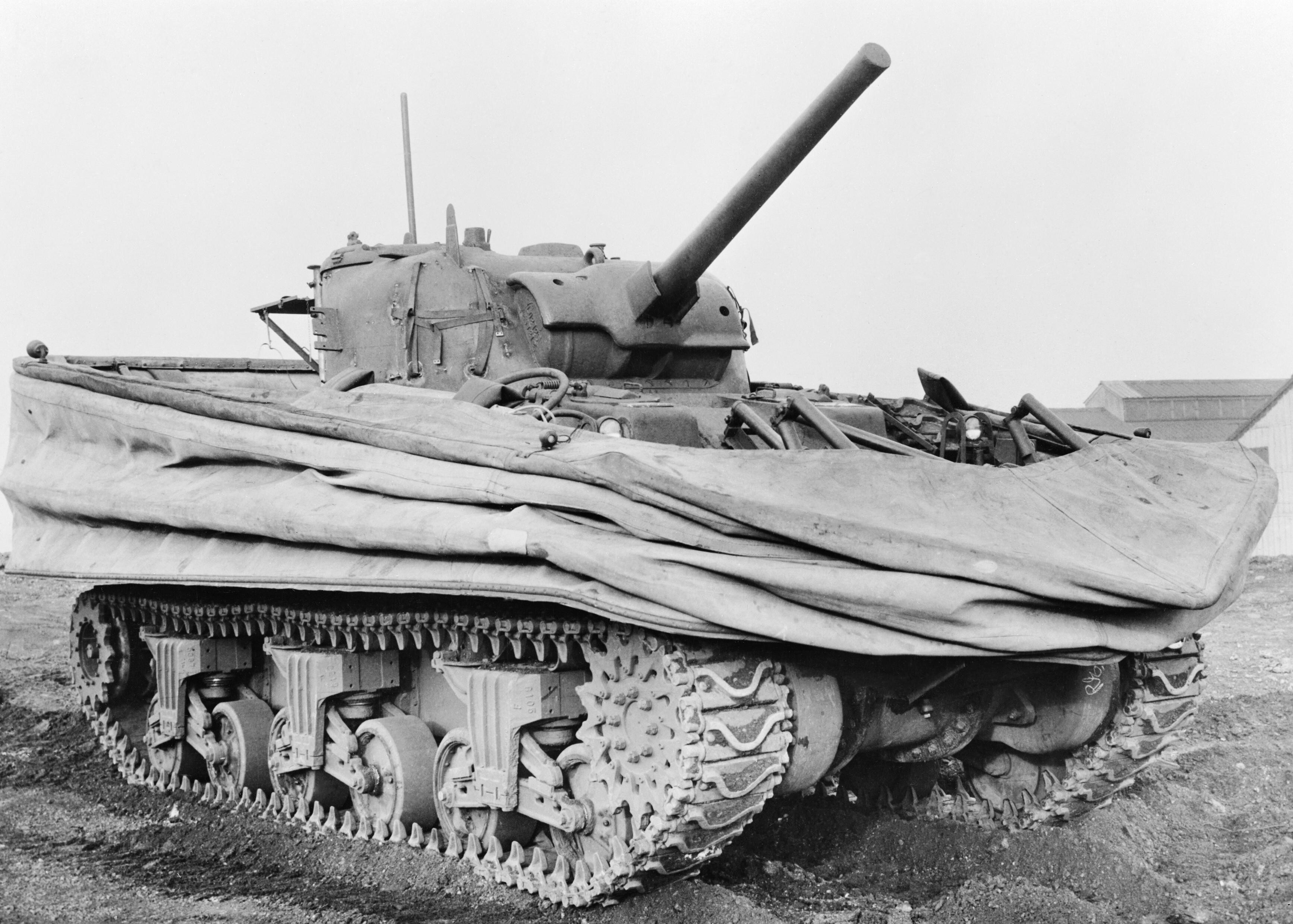
Плаваючий танк
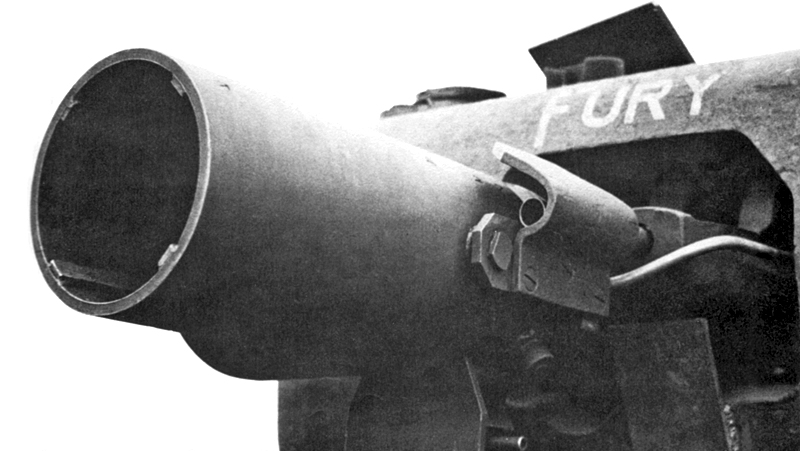
Інженерний танк з установкою для видстрілювання підривних зарядів
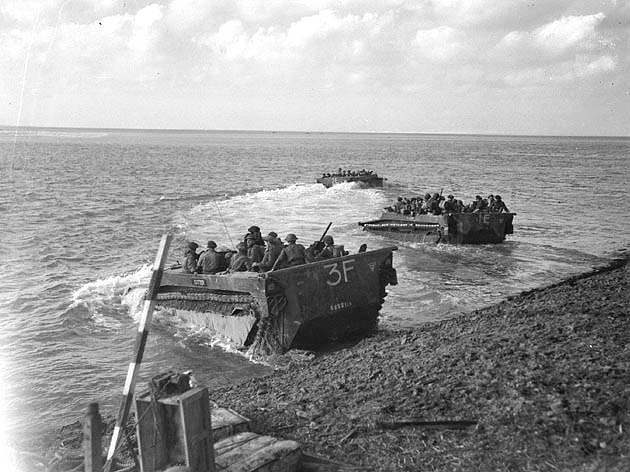
Амфібійні танки долають водну перешкоду